# 우주전함 야마토 (1977년 영화)
《우주전함 야마토》(일본어: 宇宙戦艦ヤマト)는 애니메이션 시리즈 우주전함 야마토의 총집편 영화로, 상영시간 총 135분이다. 일본 내에서 470만명 관객을 동원하여 흥행에 성공하였다.

## 출연

### 주연
- 나야 고로
- 토미야마 케이

### 조연
- 나카무라 슈세이
- 아사가미 요코
- 나가이 이치로
- 히로카와 타이치로
- 아오노 다케시
- 이부 마사토
- 코바야시 오사무
- 히라이 미치코
- 카미야 아키라
- 오가타 켄이치
- 야마시타 케이스케
- 오오바야시 타케시
- 키무라 아키라
- 노무라 신지
- 사카 오사무
- 사쿠마 이사오
- 야다 코지
- 야스하라 요시토